# Carlos Federico Duarte Gaillard
Carlos Federico Duarte Gaillard (Caracas, 4 de enero de 1939-6 de febrero de 2024) fue un historiador y conservador de arte venezolano especializado en el periodo hispánico. Entre 1979 y 2024 dirigió el Museo de Arte Colonial Quinta de Anauco.

## Biografía
Fueron sus padres el matemático y astrónomo Francisco J. Duarte Isava y Jeanne Gaillard Macheret. Su primo Carlos Duarte destacó como pianista. Desde joven se dedicó al estudio, rescate y divulgación del arte colonial venezolano, iniciándose como asistenta de restauración en el Museo de Bellas Artes de Caracas (MBA), entre 1959 y 1963. 
Estudió restauración en Londres, en la National Gallery y el Victoria & Albert Museum. Al regresar laboró en el MBA (1962-1977) y en la Galería de Arte Nacional (GAN). 
Participó en la junta directiva de la GAN (1994-2000); la Junta Nacional protectora y conservadora del patrimonio artístico de la nación y de la Asociación Venezolana de amigos del arte colonial.
En 1987 se incorporó como individuo de número de la Academia Nacional de la Historia de Venezuela, ocupando el sillón «I», su discurso trató sobre Las fiestas de Corpus Chisti en la Caracas hispánica. Fue miembro correspondiente en academias de historia y bellas artes en: Argentina, Bolivia, Colombia, España, Estados Unidos, Guatemala, Portugal, Puerto Rico y República Dominicana.  
Fue asesor del Venezuelan American Institute en la ciudad de Nueva York, del Museo de Arte de la Universidad Simón Bolívar y de la Fundación para el Rescate del Acervo Documental Venezolano (FUNRES), creada por el historiador y político Ramón J. Velásquez. Pertenció al patronato del Museo de Arte Colonial de Mérida. Desracó como miembro honorario de la Fundación Colegio Chaves, de La Casa de Bello y de la Hispanic Society of America.
También perteneció a la Asociación Venezolana de Geología, Asociación Cultural Humboldt, The Bolivarian Society (Estados Unidos), Asociación Internacional de Críticos de Arte, Instituto Sanmartiniano de Venezuela, así como directivo de la Alianza Francesa de Caracas en el año 2000. 

## Reconocimientos

### Condecoraciones
- Orden Andrés Bello, segunda clase, Venezuela.
- Orden Francisco de Miranda, segunda clase, Venezuela.
- Encomienda de la Orden del Mérito Civil, España.

### Distinciones
- Distintivo de la Universidad Central. 170 años de los Estatutos Republicanos, 1998.
- Distintivo al mérito (Primera Clase) de la Asociación Venezolana Amigos del Arte Colonial, 1998.
- Ciudadano Honorario de El Hatillo, con motivo de conmemorarse 216 años de la fundación del pueblo, 2000.
- Reconocimiento especial. Escuela de Artes Visuales y Diseño Gráfico. Universidad de Los Andes, 2006

## Exposiciones como curador
- Pintura Venezolana 1661-1961, (período colonial, en colaboración con Miguel Arroyo) Museo de Bellas Artes, Caracas, 1961.
- Arcas, Cofres y Bargueños, (en colaboración con Carlos Manuel Möller) Asociación Venezolana Amigos del Arte Colonial, Quinta de Anauco, Caracas, 1963.
- Venezuela 1498-1810, Museo de Bellas Artes, Caracas, 1965.
- La Orfebrería en Venezuela. Primera exposición de orfebrería colonial venezolana. Fundación Mendoza, Caracas, 1970.
- The Americas. The Decorative Arts in Latin America in the Era of the Revolution. Parte referente a Venezuela. Renwick Gallery of the National Collection of Fine Arts. Smithonian Institution, Washington D. C., 1976.
- Juan Pedro López. Maestro de Pintor, Escultor y Dorador (1724-1787) Galería de Arte Nacional. Caracas, 1996.
- Lewis Brian Adams (1809-1853), pintor del romanticismo paecista. Galería de Arte Nacional, Caracas, 1997.
- Un asiento venezolano llamado Butaca. Centro de Arte La Estancia, Caracas 1999.
- Asesor y reorganizador de la museografía de la Casa Natal del Libertador, Caracas, 2001.

## Obra

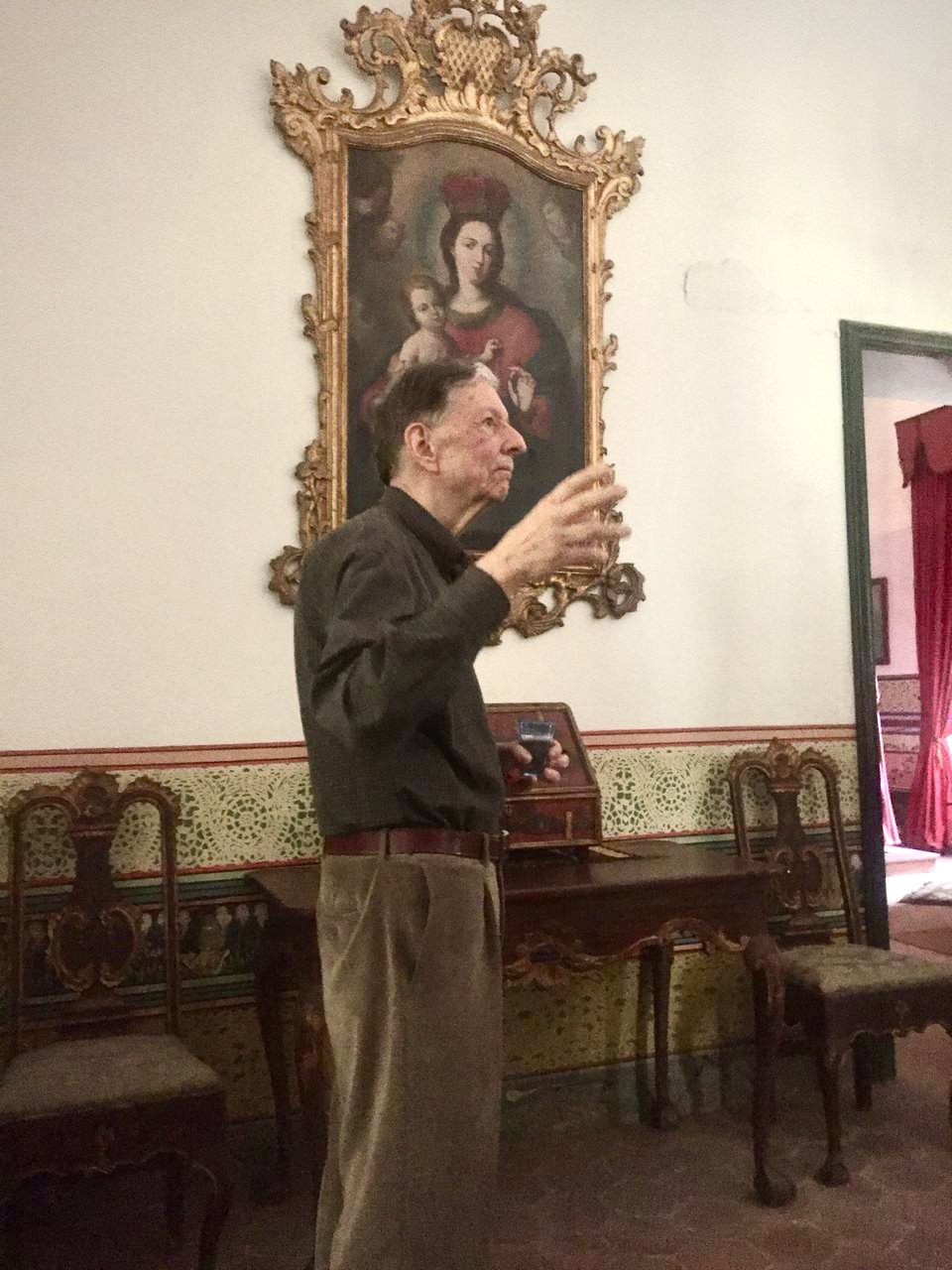
Duarte en la Quinta de Anauco, 2018.

- Muebles Venezolanos, siglos XVI, XVII, XVIII. Prólogo de Alfredo Boulton. Grupo Editor 4. Caracas, 1967.
- Historia de la Orfebrería en Venezuela. Monte Ávila Editores, Caracas, 1970.
- Materiales para el estudio de las Artes Decorativas en Venezuela. Biblioteca de la Academia Nacional de la Historia. Fuentes para la Historia Colonial de Venezuela. Italgráfica, Caracas, 1971.
- Los Retablos del Período Colonial en Venezuela. En colaboración con Graziano Gasparini. Ediciones Armitano, Caracas, 1971.
- El Ingeniero Militar Casimiro Isava Oliver. 1736-1802. Gráficas Edición de Arte. Edición patrocinada por el Colegio de Ingenieros de Venezuela y las fundaciones Eugenio Mendoza y John Boulton, Caracas, 1972.
- Homenaje al Dr. Francisco J. Duarte 1883-1972. En colaboración con Erich Michalup. Ediciones de la Presidencia de la República, Caracas, 1974.
- El Arte Colonial en Venezuela. En colaboración con Graziano Gasparini. Editorial Arte, Caracas, 1974.
- El Orfebre Pedro Ignacio Ramos. Ediciones Equinoccio, Universidad Simón Bolívar, Caracas, 1974.
- El Jesús Nazareno de la desaparecida Iglesia de San Pablo. Gráficas Continente, Caracas, 1977.
- Domingo Gutiérrez, El Maestro del Rococó en Venezuela. Ediciones Equinoccio, Universidad Simón Bolívar, Caracas, 1977.
- Pintura e Iconografía Popular Venezolana. Gráficas Armitano, Caracas, 1978.
- Los Maestros Fundidores del Período Colonial en Venezuela. Monte Ávila Editores, Caracas, 1978.
- Historia de la Alfombra en Venezuela. Editorial Arte, Caracas, 1979.
- Historia de la Escultura en Venezuela. Época Colonial. J.J. Castro y Asociados, Barcelona, España, 1979.
- Museo de Arte Colonial, Quinta de Anauco. Ediciones de la Asociación Venezolana Amigos del Arte Colonial, Caracas, 1979.
- La Cerámica durante la Época Colonial Venezolana. En colaboración con María L. Fernández. Armitano Editor, Caracas, 1980.
- Las Artes en el Puerto de La Guaira durante la Época Colonial. Capítulo del libro La Guaira, orígenes históricos-morfología urbana, por Graziano Gasparini y Manuel Pérez Vila, Caracas, 1981.
- Quinta de Anauco Vigencia de una tradición. Fotografías de J.J. Castro. Ediciones J.J. Castro y Asociados, Caracas, 1983.
- Historia del Traje durante la Época Colonial Venezolana. Ernesto Armitano Editor, Fundaciíon Pampero, Caracas, 1984.
- Juan Lovera el Pintor de los Próceres. Cromotip, Fundación Pampero, Caracas, 1985.
- Los Retablos del Período Hispánico en Venezuela. En colaboración con Graziano Gasparini. Segunda Edición. Armitano Editor, Caracas, 1986.
- El Arte de la Platería en Venezuela. Período Hispánico. Fundación Pampero. Cromotip, Caracas, 1988.
- Historia de la Catedral de Caracas. En colaboración con Graziano Gasparini. Grupo Univensa. Gráficas Armitano, Caracas, 1989.
- Historia de la Iglesia y el Convento de San Francisco de Caracas. En colaboración con Graziano Gasparini. Banco Venezolano de Crédito. Editorial Arte, Caracas, 1991.
- El Museo de Arte Colonial de Caracas. Quinta de Anauco. Grupo Univensa. Gráficas Armitano C.A. Caracas, 1991.
- Misión Secreta en Puerto Cabello y Viaje a Caracas en 1783. Fundación Pampero. Editorial Ex Libris, Caracas, 1991.
- El Arte de Medir el Tiempo durante el Período Hispánico en Venezuela. Caracas, 1993.
- Mobiliario y Decoración Interior durante el Período Hispánico Venezolano. Armitano Editor Caracas 1995.
- Juan Pedro López. Maestro de Pintor, Escultor y Dorador (1724-1787) Galería de Arte Nacional. Caracas, 1996.
- Aportes Documentales a la Historia de la Arquitectura del Período Hispánico Venezolano. Biblioteca de la Academia Nacional de la Historia Nº 236. Fuentes para la Historia Colonial de Venezuela. Caracas, 1997.
- Lewis Brian Adams (1809-1853), pintor del romanticismo paecista. Galería de Arte Nacional, Caracas, 1997.
- Testimonios de la visita de los oficiales franceses a Venezuela en 1783. Biblioteca de la Academia Nacional de la Historia Nº 23. Fuentes para la Historia Colonial de Venezuela. Caracas, 1998.
- Catálogo de obras artísticas mexicanas en Venezuela. Período hispánico. Universidad Nacional Autónoma de México. Instituto de Investigaciones Estéticas. México, 1998.
- Diccionario Documental de Pintores, Escultores y Doradores. Período Hispánico Venezolano. Galería de Arte Nacional- Fundación Polar, Caracas, 2000.
- La vida cotidiana en Venezuela durante los Siglos XVII, XVIII y comienzos del siglo XIX. Fundación Cisneros, Caracas, 2001.
- Patrimonio Hispánico Venezolano Perdido. Con un apéndice sobre el arte de la sastrería. Biblioteca de la Academia Nacional de la Historia Nº 254. Fuentes para la Historia Colonial de Venezuela, Caracas, 2002.
- Historia de la Casa Natal de Simón Bolívar y aportes documentales sobre la Cuadra Bolívar. Fundación Cisneros, Caracas 2003.
- Grandes Carpinteros del Período Hispánico Venezolano. CANTV, Caracas, 2004.
- El Arte de Tomar el Chocolate. Historia del coco chocolatero en Venezuela. Chocolates El Rey, Caracas 2005.
- Historia de la Herrería en Venezuela. Período Hispánico. SIDETUR, Caracas, 2007.
- Nuevos aportes documentales a la historia de las artes en la Provincia de Venezuela. (Período Hispánico) Biblioteca de la Academia Nacional de la Historia Nº 267. Fuentes para la Historia Colonial de Venezuela, Caracas, 2008.
- La Ciudad de San Felipe, Testimonios, Crónicas y Tradiciones familiares. Editado por el autor, Caracas 2009.
- Lozas de Sttafordshire, conmemorativas de la Gran Colombia. Editado por el autor,  Caracas 2011.
- La casa de Don Juan de Vegas y de Don Felipe de Llaguno. Dos casas emblemáticas de la Caracas del siglo XVIII. Editado por el autor, Caracas, 2012.